# Sastroides rugicollis
Sastroides rugicollis es una especie de insecto coleóptero de la familia Chrysomelidae.
Fue descrita científicamente en 2003 por Kimoto.